# Opioidni receptor
Opioidni ali opiatni receptorji so receptorji v osrednjem živčevju, na katerega se fiziološko vežejo endorfini in enkefalini, pa tudi snovi oziroma zdravila opiatne vrste.

## Poglavitne podvrste
Poznamo 4 poglavitne tipe opioidnih receptorjev:
| Receptor                       | Podtipi    | Nahajanje | Vloga |
| ------------------------------ | ---------- | --- | --- |
| Delta (δ) DOP OP1 (I)          | δ1, δ2     | - možgani - pontina jedra - amigdala - olfaktorni bulbusi - globoka skorja - periferni senzorični nevroni | - analgezija (protibolečinsko delovanje) - antidepresivni učinek - fizična odvisnost                                                             |
| Kapa (κ) KOP OP2 (I)           | κ1, κ2, κ3 | - možgani - hipotalamus - siva možganovina ob možganskem vodovodu - klavstrum - hrbtenjača - želatinozna substanca - periferni senzorični nevroni                                                                                | - analgezija - sedacija (pomiritev) - mioza (zoženje zenice) - zaviranje sproščanja ADH - disforija (razbranost)                                 |
| Mi (μ) MOP OP3 (I)             | μ1, μ2, μ3 | - možgani - možganska skorja (plasti III in IV) - talamus - striosomi - siva možganovina ob možganskem vodovodu - rostralna ventromedialna medula - hrbtenjača - želatinozna substanca - periferni senzorični nevroni - črevesje | μ1: - analgezija - fizična odvisnost μ2: - zaviranje dihanja - mioza - evforija - zaviranje peristaltike - fizična odvisnost μ3: - neznana vloga |
| Nociceptinski receptor NOP OP4 | ORL1       | - možgani - možganska skorja - amigdala - hipokampus - septalna jedra - habenula - hipotalamus - hrbtenjača | - tesnoba - depresija - apetit - razvoj tolerance na agoniste μ                                                                                  |

(I) – Poimenovanje po vrstem redu odkritja.

### Receptor σ
Nekateri opiati delujejo tudi na t. i. receptor sigma (σ), preko katerega povzročajo učinke razbranosti (disforije) (tesnoba, halucinacije, nočne more ...), vendar ne gre za prave opioidne receptorje. Nanje se vežejo številne druge psihotropne učinkovine, njegova biološka funkcija pa še ni pojasnjena. Med opiatnimi učinkovinami se znatno vežejo na ta receptor le benzomorfani, na primer pentazocin in ciklazocin, zaradi česar imajo izražene psihotomimetične učinke.